# Ruud Hesp
Ruud Hesp (Bussum, 31 de Outubro de 1965) é um ex-futebolista holandês. 